# Iers republicanisme

Vlag van Ierland, in 1848 ingevoerd onder Ierse nationalisten en republikeinen, sinds 1916 gebruikt als nationale vlag.

Iers republicanisme is het streven naar de vestiging van een onafhankelijke republiek die het gehele eiland Ierland omvat.

## Definitie
Het idee van een al-Ierse republiek onafhankelijk van Groot-Brittannië, wier koningen een heerschappij over Ierland vestigden vanaf de 12e eeuw, kwam eind 18e eeuw op. Theobald Wolfe Tone, oprichter en leider van de Society of United Irishmen en algemeen beschouwd als de grondlegger van het Ierse republicanisme, formuleerde het als volgt:

Het omverwerpen van de tirannie van onze verfoeilijke regering, het verbreken van de band met Engeland, de oneindige bron van al onze politieke ellende, en de onafhankelijkheid van mijn land bereiken, dat waren mijn doelen. Het verenigen van het hele volk van Ierland, de herinnering aan vroegere verdeeldheid uitwissen en de gemeenschappelijke naam Ier instellen ter vervanging van de denominaties protestant, katholiek en dissenter, dat waren mijn middelen.

## Stromingen

### Ideologische verschillen
Binnen het Ierse republicanisme bestaan er verschillende stromingen die een eigen invulling geven aan dit streven. Deze stromingen kunnen overlappen.
- Katholiek nationalisme, traditioneel de sterkste stroming[2] die meent dat de Ierse natie in wezen katholiek is en het katholieke geloof, zo niet de rooms-katholieke kerk, het verenigde Ierland zou moeten domineren. De Provisional IRA (1969–2005) was de belangrijkste vertegenwoordiger van de gewapende katholieke nationalisten, Sinn Féin was er de politieke tak van. De Social Democratic and Labour Party (SDLP) vormde de vreedzame tegenhanger van PIRA/Sinn Féin die langs parlementaire weg de burgerrechten van katholieken en een verenigd Ierland probeerde te waarborgen. Beide partijen, maar vooral de SDLP, zijn gaandeweg naar links opgeschoven.
- Protestants nationalisme, een kleine stroming van protestanten die meent dat de religieuze verdeeldheid overwonnen dient te worden en binnen een verenigd Ierland geen enkele godsdienst mag overheersen. Grondlegger Theobald Wolfe Tone was zo'n protestantse nationalist.[2]
- Marxisme, een linkse stroming die meent dat een verenigd Ierland een volksrepubliek moet worden. De marxisten zagen het Verenigd Koninkrijk in essentie als een imperialistische, kapitalistische bezettingsmacht en probeerden ook de protestantse arbeidersklasse in Noord-Ierland voor zich te winnen in deze "klassenstrijd". De Official IRA ontstond in 1969 en voerde gewelddadige strijd tot een wapenstilstand in 1972.[3] In 1974 splitste de Irish National Liberation Army (INLA) zich van hen af en bleef vechten tot 1998.
- Democratisch socialisme, een linkse stroming die voor de vestiging van een al-Ierse democratisch socialistische republiek is. Tegenwoordig is in Noord-Ierland vooral de SDLP representatief voor deze stroming, maar ook Sinn Féin en haar krant An Phoblacht ("De Republiek") hebben de sociaaldemocratie omarmd.[4]

### Strategieën
Ierse republikeinen hebben verschillende methodes gebruikt om te proberen hun doelen te bereiken. Deze varieerden van vreedzame tot gewelddadige en van politieke tot buitenparlementaire acties en konden elkaar overlappen.
- Abstentionisme, de praktijk om mee te doen aan verkiezingen, maar eenmaal gewonnen zetels in het Britse parlement te Westminster, het Parlement van Noord-Ierland (1921–1972) of de Oireachtas van de Ierse Vrijstaat (1921–1937) niet te bezetten uit protest, om daarmee aan te geven dat men het parlement niet als legitiem erkent. Deze praktijk is gevolgd onder andere de Nationalist Party in Noord-Ierland (1921–1965, 1968–1977) en Sinn Féin van haar oprichting tot in de jaren 1920[5] en later in Noord-Ierland tussen 1972 en 1981, toen ze überhaupt niet meedeed aan verkiezingen.[6]
- Legitimistisch republicanisme, de opvatting dat de revolutionaire Ierse Republiek (1916/19–1922) legitiem was en 'verraden' is door de Ierse Vrijstaat, sinds 1937 de huidige staat Ierland.[7] Deze stroming, vooral gevolgd door anti-Verdrag-leden van Sinn Féin, overlapte met, maar was niet gelijk aan, abstentionisme. Vanaf midden jaren 1920 waren er steeds minder legitimisten in het parlement van de Vrijstaat om aldaar hun ongenoegen over het Anglo-Ierse Verdrag te blijven uiten.[8] In 1926 splitste een groep onder leiding van Éamon de Valera zich van hen af en richtte Fianna Fáil op om de Vrijstaat te accepteren, maar te proberen deze langs parlementaire weg te hervormen.[7] De zeven overgebleven legitimisten die nog in het tweede parlement van de Ierse Republiek hadden gezeten, verklaarden op 8 december 1938 dat voortaan de Legerraad van de IRA de legitieme regering van Ierland was en weigerden de opdeling van Ierland te erkennen.
- Fysieke kracht-republicanisme, het gebruik van geweld om de onafhankelijkheid van heel Ierland af te dwingen. Dit kan zowel gericht zijn tegen de Britse als de Ierse overheid en burgers van beide zijden. De Society of United Irishmen (jaren 1790), Young Ireland (1848),[9] de Irish Republican Brotherhood (1858–1924, ook wel de "Fenians" genoemd) en de IRA en alle latere vormen en afsplitsingen van de IRA hebben deze strategie gebruikt.[10] Met het Goede Vrijdag-akkoord van 1998 legden de meeste republikeinse paramilitairen de wapens neer. Een minderheid aan splintergroeperingen zette ook na 1998 de gewelddadige strijd nog voort; zij worden samen dissidente republikeinen genoemd.[11] De fysieke kracht-traditie is zelden dominant geweest binnen het Ierse republicanisme en ook zelden een succesvolle methode gebleken om haar doelen te bereiken (de Onafhankelijkheidsoorlog was de grootste uitzondering, maar ook daar faalde zij op belangrijke punten).[2]
- Democratisch/parlementair republicanisme, het erkennen van de bestaande instituties, maar deze proberen te hervormen door mee te doen aan het democratische proces en met parlementaire meerderheden de instituties zodanig te wijzigen dat een al-Ierse onafhankelijke republiek stapsgewijs dichterbij komt. Deze strategie werd voor het eerst ingezet door Fianna Fáil vanaf 1926, dat zich van het abstentionistisch-legitimistische Sinn Féin afscheidde.[7] Sinn Féin is het pas later gaan gebruiken, en voor het eerst exclusief na 1998/2005, toen de aan haar gelieerde IRA de wapens neerlegde en zichzelf ontwapende.

### Tegenstanders
Weerstand tegen het Ierse republicanisme komt uit verschillende hoeken. Deze groepen kunnen overlappen.
- Ierse monarchisten, die vonden/vinden dat Ierland een koninkrijk (had) moet(en) worden, los van of in personele unie met het Verenigd Koninkrijk.
- Vrijstaters (Free Staters, ook wel pro-Treatyites), die het Anglo-Iers verdrag aanvaard(d)en en daarmee vonden/vinden dat het overwegend protestantse Noord-Ierland geen onderdeel moet of hoeft te vormen van een Ierse staat.[12] De vrijstaters werden politiek vertegenwoordigd door Cumann na nGaedheal, dat in 1933 opging in Fine Gael.
- Unionisten of loyalisten, die überhaupt geen onafhankelijk Ierland willen/wilden en/of sinds 1921 vinden dat Noord-Ierland daar geen deel van zou moeten worden.[13]

## Geschiedenis

### Opstanden (1798–1919)

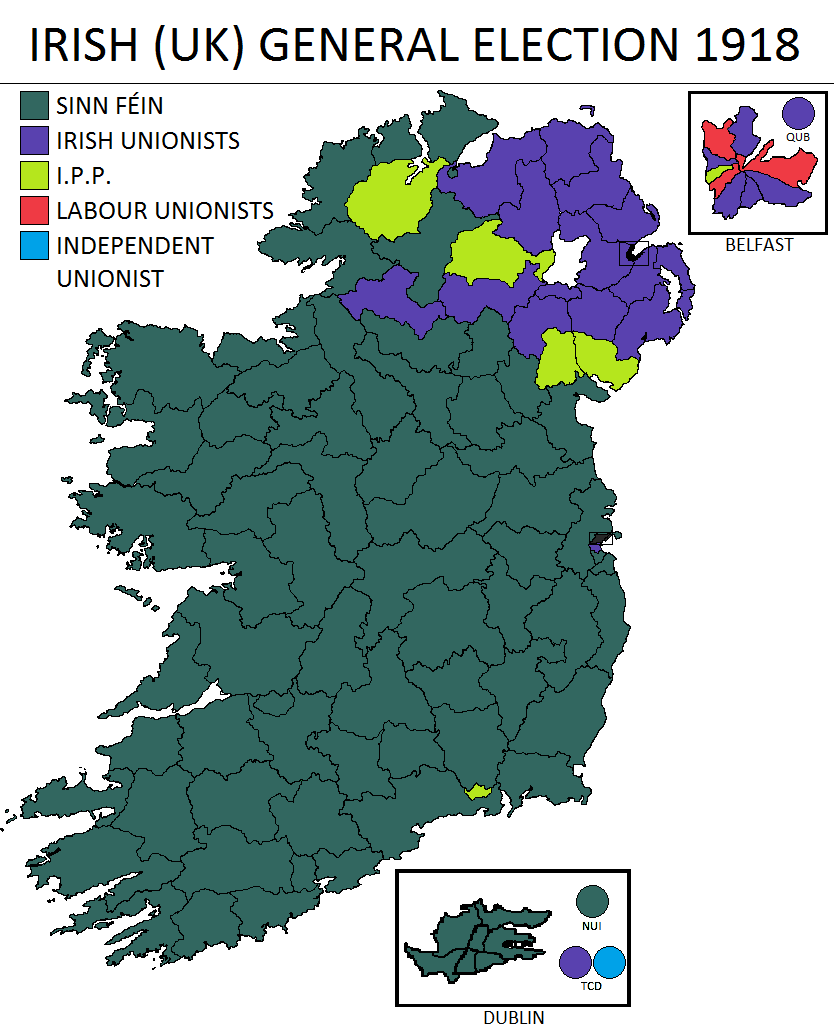
Verkiezingsresultaten 1918.

De Society of United Irishmen ontketende de Ierse opstand van 1798, maar die mislukte. Er volgden later nog meer Ierse opstanden tegen het Verenigd Koninkrijk, waaronder de Paasopstand van 1916. Deze laatste geschiedde onder leiding van de Irish Republican Brotherhood, maar er namen ook algemene Iers-nationalistische groeperingen aan deel die tot dan toe een belofte van autonomie onder de Britse kroon accepteerden. De Paasopstand werd met gemak neergeslagen omdat deze nauwelijks steun kreeg van de Ierse bevolking en het Britse leger veel groter en sterker was; de buitenproportioneel bevonden repressie van de rebellen zorgde echter voor een razendsnelle radicalisering onder de Ieren. De partij Sinn Féin, die kort daarvoor nog voorstander was van een dubbelmonarchie naar het voorbeeld van Oostenrijk-Hongarije, werd in 1917 overgenomen door radicale nationalisten die niets minder dan een onafhankelijke republiek eisten. Bij de verkiezingen van 1918 werd er massaal gestemd op Sinn Féin, dat daarvoor nooit grote electorale successen had geboekt, maar nu 73 van de 105 Ierse zetels behaalde. Alleen in veel door protestanten gedomineerde kiesdistricten in vooral Ulster behaalden de unionisten meer stemmen. De enorme sympathie van de bevolking, die ontbrak tijdens de Paasopstand, werd door Sinn Féin gezien als een stabiele basis om opnieuw aan te sturen op afscheiding.

### Splitsing van Ierland (1919–1923)
De 73 Sinn Feín-verkozenen besloten geen zitting te nemen in het Britse parlement in Westminster, maar vormden een eigen parlement in Dublin, de Dáil Éireann (Vergadering van Ierland). Op 21 januari 1919 riep de Dáil de onafhankelijke Ierse Republiek uit, waarna dezelfde dag de Ierse Onafhankelijkheidsoorlog (1919–1921) uitbrak. Het in 1917 opgerichte Ierse Republikeinse Leger (Irish Republican Army, IRA), voortgekomen uit de Irish Volunteers, werd uiteindelijk in augustus 1920 erkend als de officiële strijdkrachten van de Ierse Republiek.
Na een militaire patstelling in de strijd tussen separatisten enerzijds en het Britse leger en unionisten anderzijds, werd op 6 december 1921 het Anglo-Iers Verdrag gesloten tussen de Britse regering en vertegenwoordigers van de revolutionaire Ierse Republiek. Het verdrag voorzag in een opdeling van Ierland tussen een Ierse Vrijstaat in het zuiden, een constitutionele monarchie die de Britse koning als staatshoofd bleef erkennen, en Noord-Ierland, bestaande uit zes door protestanten gedomineerde graafschappen in Ulster, dat onder rechtstreeks Brits bestuur zou blijven. Sommige Ierse republikeinen konden dit compromis niet verkroppen omdat zij heel Ierland wilden 'bevrijden' van de Britse overheersing en monarchie, en zagen de regering van de Ierse Republiek (vanaf januari 1922 de Ierse Vrijstaat) als verraders. Anderen meenden dat men trouw moest blijven aan de revolutionaire regering, het besluit van de overwegend unionistische graafschappen om Brits te blijven respecteren en de met het Verdrag opgerichte Vrijstaat accepteren; zij werden de vrijstaters.
Sinn Féin scheurde uiteen in twee verschillende partijen die bij de verkiezingen van 16 juni 1922 met aparte lijsten opkwamen, voor en tegen het Verdrag. De IRA scheurde ook uiteen in een pro-Verdraggroep loyaal aan de regering van de Ierse Vrijstaat, die voortaan het Nationale Leger (National Army, informeel ook wel Vrijstaatsleger, Free State Army) werd genoemd, en een anti-Verdraggroep die zichzelf IRA bleef noemen. Enkele dagen na de verkiezingen brak de Ierse Burgeroorlog (1922–1923) uit tussen republikeinen (IRA, Fianna Éireann en Cumann na mBan) en vrijstaters (National Army en Criminal Investigation Department, gesteund door het Verenigd Koninkrijk), die de republikeinen uiteindelijk verloren. Dit beslechtte de gewapende strijd in het zuiden.

### Republicanisering van de Vrijstaat (1923–1949)

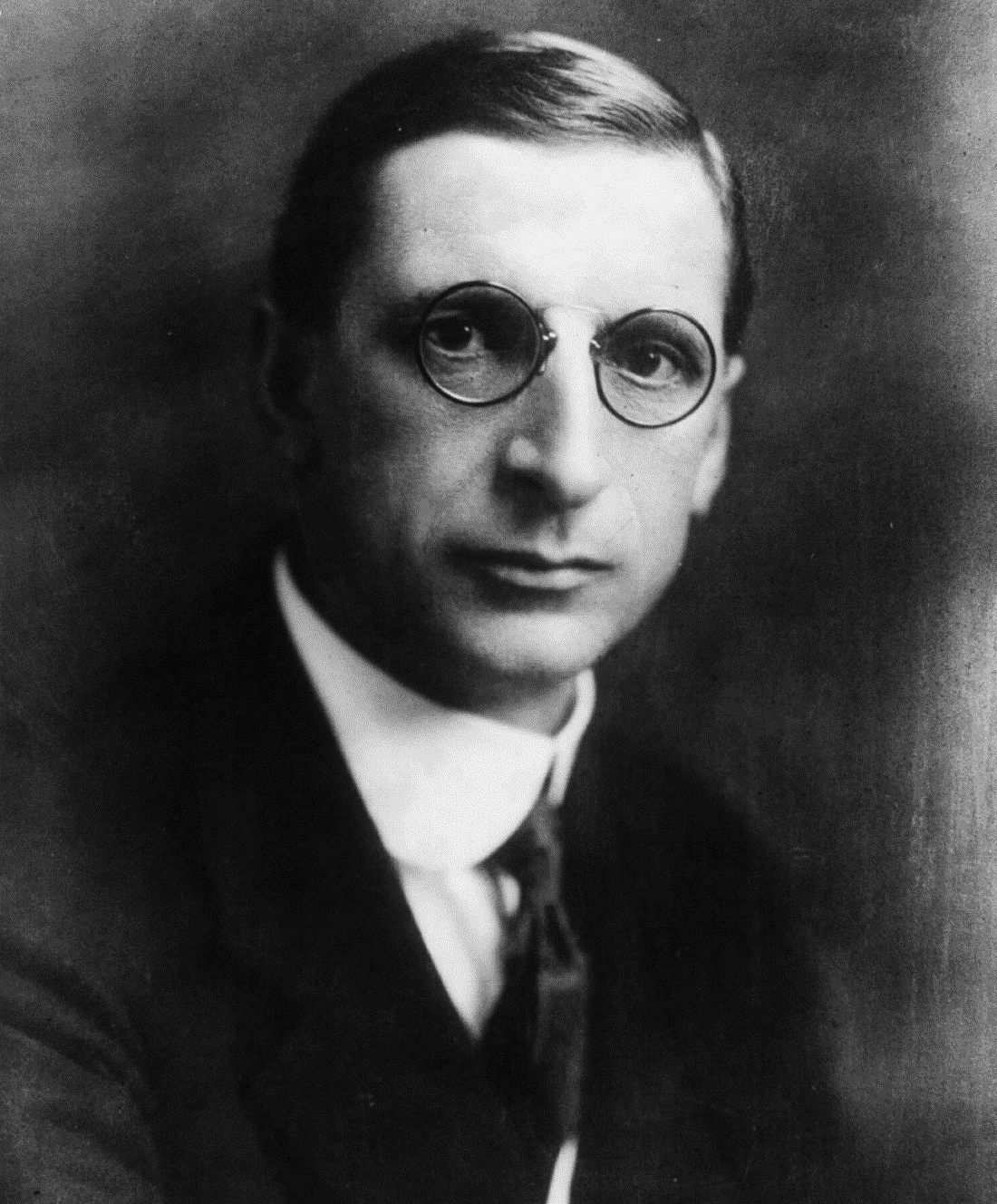
Éamon de Valera leidde eerst de burgeroorlog tegen de Vrijstaat, maar later aanvaardde hij deze en stuurde de hervorming ervan tot een republiek.

De verslagen republikeinen waren verdeeld over de nu te volgen strategie. Een deel richtte zich erop om langs parlementaire weg van de Vrijstaat om te vormen van een constitutionele monarchie tot een republiek en de nog resterende banden met het Verenigd Koninkrijk te verbreken. Éamon de Valera, een van de IRA-leiders tijdens de burgeroorlog, trachtte dit te bereiken door zich op te werken als partijleider van Sinn Féin, maar daar hield de meerderheid vast aan abstentionisme (verkozen parlementsleden namen geen zitting in het Britse parlement). De Valera splitste zich daarom met enkele medestanders af en richtte in 1926 de nieuwe partij Fianna Fáil op, die in 1927 veel zetels won ten koste van Sinn Féin. Na veel politiek-juridisch gemanoeuvreer besloot de FF-fractie de eed van trouw aan de Vrijstaat en de koning af te leggen. Het parlement bleef echter gedomineerd door de vrijstaterspartij Cumann na nGaedheal, die niets aan het staatsbestel wilde veranderen.
Bij de verkiezingen van 1932 won Fianna Fáil en kon een regering vormen. Er werd gevreesd voor een terugkeer van geweld als Cumann na nGaedheal haar macht niet zou willen opgeven, maar dat geweld bleef uit en De Valera werd premier. Cumann na nGaedheal fuseerde in 1933 met twee kleinere vrijstaterspartijen tot Fine Gael. Sindsdien heeft de strijd tussen Fine Gael en hun rivaal, het republikeinse Fianna Fáil, de Ierse politiek gedomineerd.
De regering-De Valera begon meteen met het herzien van bepalingen van het Anglo-Iers Verdrag: de eed van trouw werd afgeschaft en Ierland weigerde voortaan nog de landpachten en invoerrechten aan het Verenigd Koninkrijk te betalen, hetgeen leidde tot een handelsoorlog die duurde tot 1938. Ook werd er gewerkt aan een nieuwe Grondwet, zowel in het Iers als het Engels, die onder meer bepaalde dat het land voortaan officieel Éire of Ireland heette (Iers respectievelijk Engels voor Ierland), en er een president (uachtarán) aan het hoofd werd ingesteld ter vervanging van de koninklijke gouverneur. De tekst was vol met katholieke, Ierstalige en nationalistische symboliek. Er stond echter nergens het woord 'republiek' en men schafte om praktische redenen het Britse koningschap nog niet af; de rol van de koning werd voortaan louter diplomatiek. Deze toestand leidde tot aan 1949 tot onduidelijkheid over wie het staatshoofd was. Verder claimde de Grondwet Noord-Ierland als onderdeel van het grondgebied van Ierland. De Grondwet werd op 12 juni 1937 door het parlement goedgekeurd en op 1 juli 1937 per referendum aangenomen door 56% van de kiezers.
De IRA besloot, na een tijd te hebben samengewerkt met de Sovjet-Unie, uiteindelijk als terreurorganisatie verder te gaan en in 1938–39 bomaanslagen te plegen in Groot-Brittannië, zonder succes.
Na jaren van parlementaire debatten over het staatshoofd, nam de regering op 21 december 1948 de Republic of Ireland Act 1948 aan, die inhield dat zuidelijk Ierland voortaan een onafhankelijke republiek was, waarmee de rol van de Britse monarch was afgeschaft en personele unie met het Verenigd Koninkrijk definitief werd verbroken. De nieuwe wet trad in werking op Paasmaandag 18 april 1949, de 33e verjaardag van de Paasopstand van 1916. De Grondwet hoefde hiervoor niet gewijzigd te worden en dus is nog steeds nergens opgeschreven dat het land een republiek is, al is sindsdien de term "Republiek Ierland" (Republic of Ireland) gangbaar geworden om de staat te onderscheiden van Noord-Ierland, dat nog altijd deel uitmaakte van het Verenigd Koninkrijk. Dat jaar besloot de IRA ook dat hun doel in zuidelijk Ierland voltooid was en men zich nu louter op het noorden zou richten.

### The Troubles in Noord-Ierland (1949–1998)

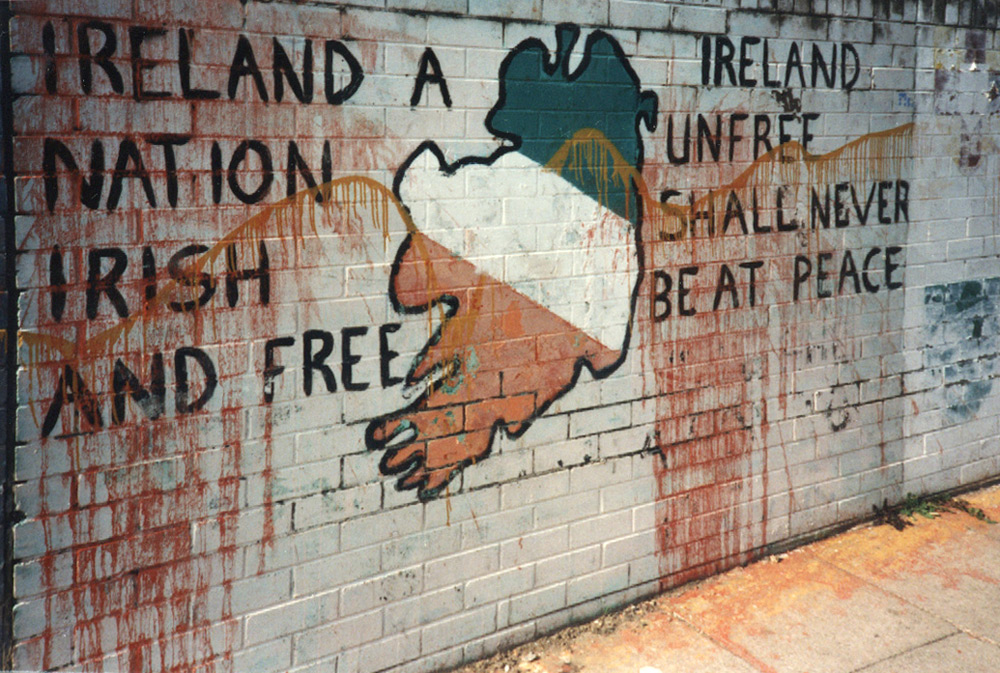
Republikeinse muurschildering in 'Free Derry' (1986).

In 1956–62 voerden de gewelddadige republikeinen van de IRA vruchteloos een grenscampagne. Halverwege de jaren 1960 was er vrijwel geen interesse meer voor 'fysieke kracht-republicanisme'. In 1969 veranderde dat echter, toen in Noord-Ierland The Troubles ontstonden, een reeks gewelddadige conflicten tussen Ierse republikeinen en unionisten over de politieke toekomst van het noorden. Aanvankelijk vreedzame protesten door katholieke Noord-Ieren die gelijke rechten en een einde aan de discriminatie door de protestantse meerderheid eisten, kregen in augustus dat jaar een gewelddadig karakter toen zij slaags raakten met de politie en unionisten verenigd in de Ulster Volunteer Force (UVF). De IRA scheurde opnieuw, deze keer in een traditionele katholiek-nationalistische stroming, de Provisional IRA, en de nieuwe marxistische Official IRA. Daarna volgden er nog meer splitsingen. Het geweld eiste in de loop van 30 jaar meer dan 3500 doden en tienduizenden gewonden. Politiek bereikten de gewelddadige republikeinen het tegenovergestelde van hun doelen: Noord-Ierland kwam vanaf 30 maart 1972 onder rechtstreeks bestuur ("direct rule") te staan van de Britse regering, de Ierse regering steunde de Britse en de publieke steun voor de gewapende strijd nam af.

### Vreedzame en dissidente republikeinen sinds 1998
Met het Goede Vrijdag-akkoord van 1998 kwam het meeste geweld tot een einde in ruil voor zelfbestuur voor Noord-Ierland. Als onderdeel van het akkoord werden Artikel 2 en 3 van de Grondwet van de Republiek Ierland geamendeerd om niet langer aanspraak te maken op Noord-Ierland als haar eigen grondgebied, maar wel de wens uit te spreken dat het eiland in de toekomst vreedzaam zou worden herenigd als daarvoor in beide eilanddelen een democratische meerderheid zou bestaan. Zowel in Noord-Ierland als de Republiek Ierland werd een referendum gehouden over de goedkeuring van het Goede Vrijdag-akkoord, in Noord-Ierland stemde 71% voor, in Ierland 94%. De overgrote meerderheid aan republikeinen probeert sindsdien een Ierse hereniging op vreedzame wijze te bereiken; de belangrijkste organisatie, Provisional Irish Republican Army, legde in 2005 de wapens neer en ontbond zichzelf. Enkel kleine republikeinse splintergroeperingen plegen sinds 1998 zo nu en dan nog (dodelijke) aanslagen; dit heet "dissident republicanisme".